# Swissauto
Wenko AG, Burgdorf ook handelend onder de naam swissauto is een Zwitserse onderneming, die zich bezighoudt met de ontwikkeling en de bouw van verbrandingsmotoren alsmede verschillende soorten oplaadsystemen.
Het bedrijf werd in 1987 door Urs Wenger en Beat Kohler opgericht en heeft momenteel 2 vestigingen waar in totaal ongeveer 30 mensen werkzaam zijn. In de hoofdvestiging Burgdorf worden motorblokken voor race-auto's en racemotorfietsen ontwikkeld en in Mellingen vindt de ontwikkeling van opladers en duurtests van motoren plaats.
In 1992, 1993 en 1994 werd Rolf Biland wereldkampioen met een door Swissauto getunede Krauser- en ADM-blokken (BRM-Swissauto, waarbij BRM stond voor Büchel Renn Motoren). Daarna besloot men een eigen V-4 te ontwikkelen die later ook in 500 cc solo-motoren (ROC-Swissauto) te vinden was. De ROC-Swissauto machines zouden later onder de merknaam MuZ en Weber-MuZ aan races deelnemen. Ook het Proton KR Modenas-team gebruikte korte tijd Swissauto-viercilinder motoren. Ook produceert Swissauto de kart motor Swissauto 250, Deze motor doet mee in de hoogste tak van de 4-takt kart sport.